# Copa de la Reina de Fútbol 2004
La Copa de la Reina de Fútbol 2004 se desarrolló entre el 4 y el 6 de junio de 2004.
El Levante UD se proclamó campeón por cuarta vez en su historia.

## Sistema de competición
Tomaron parte en el torneo los clubes que finalizaron entre los cuatro primeros clasificados de la Superliga 2003/04.
La competición se desarrolló por sistema de eliminación directa, decidiéndose los emparejamientos por sorteo. Todas las eliminatorias se disputaron a partido único en campo neutral.

## Cuadro de resultados
|  | Semifinales                   | Semifinales |   |  | Final                               | Final |  |
|  |                               |             |   |  |                                     |       |  |
|  | Briviesca, 4 de junio de 2004 |             |   |  |                                     |       |  |
|  | Levante UD (p)                | 2           |   |  |                                     |       |  |
|  | Puebla FC                     | 2           |   |  |                                     |       |  |
|  |                               |             |   |  |                                     |       |  |
|  |                               |             |   |  | Miranda de Ebro, 6 de junio de 2004 |       |  |
|  |                               |             |   |  | Levante UD                          | 3     |  |
|  |                               | CE Sabadell | 1 |  |                                     |       |  |
|  |                               |             |   |  |                                     |       |  |
|  |                               |             |   |  |                                     |       |  |
|  |                               |             |   |  |                                     |       |  |
|  | Burgos, 4 de junio de 2004    |             |   |  |                                     |       |  |
|  | Athletic Club                 | 0           |   |  |                                     |       |  |
|  | CE Sabadell                   | 1           |   |  |                                     |       |  |

## Final
| 6 de junio de 2004 | Levante UD            | 3:1 (1:1, 1:1) (t. s.)(2:0 t. s.) | CE Sabadell | Estadio Municipal de Anduva, Miranda de Ebro |  |
|                    | Mar 4' 92' · Rosa 95' |                                   | Adriana 42' |                                              |  |